# قشر البندق (فلم)
قشر البندق هو فيلم مصري عرض عام 1995، بطولة محمود ياسين وحسين فهمي، من تأليف مدحت العدل ومن إخراج خيري بشارة.

## قصة الفيلم
تدور أحداث الفيلم حول إقامة مسابقة في الأكل من قبل أحد فنادق الدرجة الأولى من باب الدعاية والإعلان. فيندفع الجمهور للمشاركة في هذه المسابقة والحصول على المكافأة المادية الكبيرة المخصصة للفائز الأول في المسابقة، والتي تشرف عليها الفتاة الطموحة فاطمة (رانيا محمود ياسين)، والتي كانت تعمل كخادمة في نفس الفندق، إلا أن حماسها واندفاعها لتطوير نفسها هما اللذان دفعا مدير الفندق رؤوف (حسين فهمي) لاختيارها كمشرفة أولى للمسابقة. وينطلق الفيلم منذ بداية الإعلان عن المسابقة ليتابع دوافع الأشخاص الذين تم إختيارهم من قبل اللجنة المشرفة للمسابقة. فمنهم الموسيقي والعامل والشرطي والرياضي ورجل الأمن وفتاة الليل والنصاب والمقامر والمرافق والخادمة الصغيرة والمتقاعد وبائعة اليانصيب. جميعهم دخلوا المسابقة وكلهم أمل بالفوز بالجائزة الكبيرة بغية تحقيق أحلامهم. وتبدأ المسابقة، التي تتكون من عدة جولات هي عبارة عن أطباق متنوعة من أكلات عالمية. ومع بدأ المسابقة تتم التصفيات الأولى ويبدأ عدد المتسابقين في التناقص، ويشتد التنافس بين الباقين. إلا أن المسابقة تنتهي بمأساة موت المتسابق فتحي من كثرة الأكل، حيث يصاب بسكتة قلبية، وتنتهي بانتهاء العلاقة بين فاطمة وخطيبها، وببقتل محمود ذهني، وبفشل هشام في مراهناته.

## طاقم التمثيل
- محمود ياسين: (محمود ذهني - المسؤول المختلس)
- حسين فهمي: (رؤوف فوزي - مدير الفندق)
- حميد الشاعري: (فتحي)
- رانيا محمود ياسين: (فاطمة - منظمة المسابقة)
- عبلة كامل: (تهاني)
- محمد هنيدي: (محمدين الصقر)
- علاء ولي الدين: (محمدين)
- ماجد المصري: (هشام الجوكر)
- دينا: (فتاة الليل)
- طارق لطفي: (محمد الرويعي)
- محمد يوسف: (الأب الفقير)
- محمد لطفي: (أبو زيد الدسوقي)
- عواطف حلمي: (والدة فاطمة)
- مريم فخر الدين: (تيتا صالح - عضوة لجنة تحكيم المسابقة)
- صافيناز الجندي: (عضوة لجنة تحكيم المسابقة)
- سمير الملا: (عضو لجنة تحكيم المسابقة)
- غادة إبراهيم
- داليا إبراهيم
- خالد الصاوي
- منة الله: (طفلة)
- إيناس : (طفلة)
- روبرت (طفل)
- تامر حبيب: (صديق فتحي)
- علاء الشربيني
- محمد التهامي
- نهال فاروق
- هاني خليفة
- هاني مصطفى
- مديحة البكري
- مديحة أنور
- تامر إبراهيم

## فريق العمل
- إخراج: خيري بشارة
- تأليف: مدحت العدل
- مدير التصوير: أيمن أبو المكارم
- مونتاج: أحمد داود
- موسيقى تصويرية: راجح داوود
- إنتاج: أفلام محمود ياسين
- توزيع داخلي: أفلام النصر (محمد حسن رمزي)
- توزيع خارجي: اتحاد الفنانين للسينما والفيديو